# Xerohippus soleri
Xerohippus soleri är en insektsart som först beskrevs av Jannone 1936.  Xerohippus soleri ingår i släktet Xerohippus och familjen gräshoppor. Inga underarter finns listade i Catalogue of Life.